# Buji

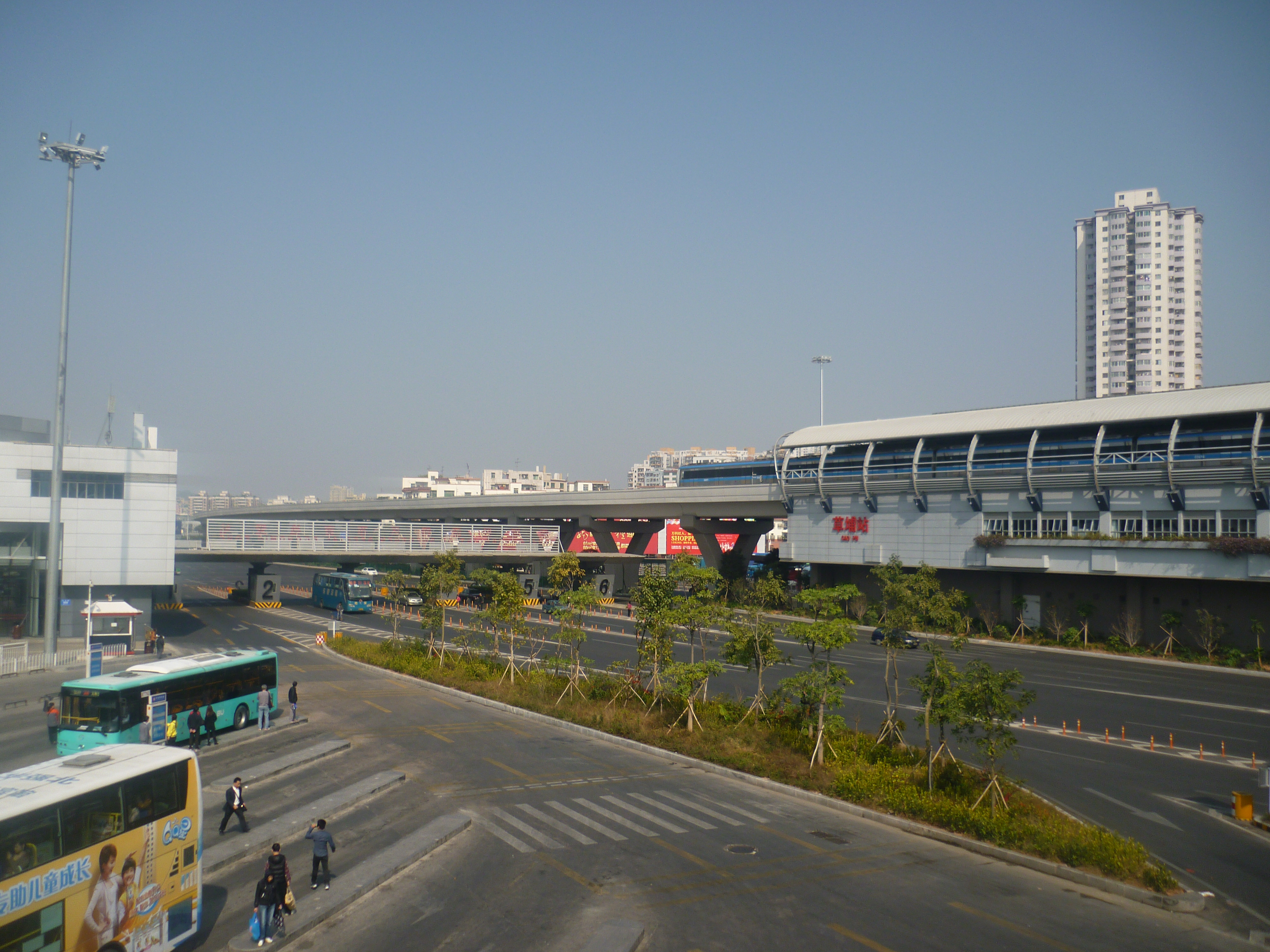
Checkpoint bij Buji

Buji is een subdistrict in het district Longgang, stadsprefectuur Shenzhen. Het dorp Dafen (China) ligt in Buji. De bevolking is grotendeels van Hakka afkomst.

## Geografie
Buji ligt in het westen van district Longgang. Het noorden van Buji grenst aan Pinghu, het oosten aan Henggang, het zuiden aan district Luohu en het westen aan district Bao'an.

## Geschiedenis
Vroeger was subdistrict Buji 布吉街道 een deel van grote gemeente Buji 布吉镇. Later werd de grote gemeente Buji verdeeld in drie nieuwe subdistricten, namelijk in het hedendaagse Buji, Bantian en Nanwan.